# フランキーandジョニー
『フランキーandジョニー』（原題：Frankie and Johnny）は、1966年に公開されたアメリカ合衆国の映画。エルヴィス・プレスリー主演によるソフィスティケイテッド・コメディ作品である。

## キャスト
※括弧内は日本語吹替（テレビ版）
- ジョニー：エルヴィス・プレスリー（関根信昭）
- フランキー：ドナ・ダグラス（麻上洋子）
- カリー：ハリー・モーガン（村越伊知郎）
- ミッツィー：スー・アン・ランドン（此島愛子）
- ネリー：ナンシー・コバック（弥永和子）
- ペグ：オードリー・クリスティ
- クリント：アンソニー・アイスリー
- ブラッキー：ロバート・ストラウス（飯塚昭三）
- アビゲイル：ジョイス・ジェイムソン（沢田和子）

## スタッフ
- 監督：フレデリック・デ・コルドヴァ
- 脚本：アレックス・ゴットリーブ
- 撮影：ジャック・マークェット

日本語版
- 演出：佐藤敏夫
- 翻訳：佐藤一公
- 制作：東北新社